# Sugarloaf (berg i Irland, Leinster)
Sugarloaf är ett berg i republiken Irland.   Det ligger i grevskapet Wicklow och provinsen Leinster, i den östra delen av landet, 40 km sydväst om huvudstaden Dublin. Toppen på Sugarloaf är 553 meter över havet. Sugarloaf ingår i Wicklowbergen.
Terrängen runt Sugarloaf är kuperad åt sydost, men åt nordväst är den platt.Runt Sugarloaf är det glesbefolkat, med 13 invånare per kvadratkilometer. Närmaste större samhälle är Blessington, 18,1 km norr om Sugarloaf. Trakten runt Sugarloaf består i huvudsak av gräsmarker.